# Yếng
Yếng: là âm trại của từ ánh, vì lý do Húy kỵ dưới triều đại phong kiến Việt Nam, đặc biệt Quốc húy dưới thời các vua Nguyễn, khá phức tạp. Húy kỵ đã được nâng lên thành Quốc luật, làm thay đổi một phần ngôn ngữ. Có nhiều chữ Nho do viết theo lối húy kỵ (thêm bộ chữ hoặc thêm bớt nét) mà biến thành dạng chữ khác ở cả cách đọc và cách viết.